# Dalhunden
Dalhunden (Dalhunde in dialetto alsaziano) è un comune francese di 1 224 abitanti situato nel dipartimento del Basso Reno nella regione del Grand Est.

## Società

### Evoluzione demografica
Abitanti censiti